# Bagata (territorium)
Bagata är ett territorium i Kongo-Kinshasa. Det ligger i provinsen Kwilu, i den västra delen av landet, 300 km öster om huvudstaden Kinshasa.